# Давидівська сільська територіальна громада
Давидівська сільська громада — територіальна громада в Україні, в Львівському районі Львівської області. Адміністративний центр — село Давидів.
Площа території — 230 км², кількість населення — 20 615 осіб (2020).
Утворена 22 серпня 2016 року шляхом об'єднання Винничківської, Давидівської, Кротошинської, Пасіки-Зубрицької та Чишківської сільських рад Пустомитівського району.
12 червня 2020 року розширена шляхом долучення Звенигородської, Миколаївської та Старосільської сільських рад Пустомитівського району.

## Населені пункти
До складу громади входять 23 села:
- Бережани
- Будьків
- Виннички
- Відники
- Волиця
- Гаї
- Гончарі
- Горішній
- Городиславичі
- Гринів
- Давидів
- Дмитровичі
- Коцурів
- Кротошин
- Миколаїв
- Пасіки-Зубрицькі
- Підсоснів
- Соснівка
- Старе Село
- Черепин
- Чишки
- Шоломинь